# Níkos Tsifóros
Níkos Tsifóros (grec moderne : Νίκος Τσιφόρος ; né à Alexandrie le 27 août 1909 et décédé à Athènes le 6 août 1970) était un réalisateur, scénariste, dramaturge et journaliste grec.

## Biographie
Après des études de droit, il commença une carrière théâtrale en 1944 avec Le Musée des imbéciles. En 1948, il passe au cinéma avec Anges perdus. Dernière Mission fut sélectionné au Festival de Cannes.
De 1945 à 1961, il écrivit 18 films et réalisa treize d'entre eux. Dans la même période, il écrivit six pièces de théâtre.
Pour la Finos Film, il a écrit et réalisé de très nombreuses comédies.
Dans les années 1960, il revint définitivement au théâtre. Il écrivit 35 pièces de théâtre jusqu'en 1970. Une vingtaine furent transposées à l'écran, par d'autres réalisateurs.

## Filmographie
- 1948 : Anges perdus (Χαμένοι άγγελοι)
- 1948 : Dernière Mission (Τελευταία αποστολή)
- 1950 : Viens voir le tonton ! (Έλα στο θείο)
- 1951 : Mon Enfant doit vivre (Το παιδί μου πρέπει να ζήσει)
- 1952 : La Résidence des chevaliers (Ο πύργος των ιπποτών)
- 1954 : Le Vent de la haine (Ο άνεμος του μίσους)
- 1954 : La Petite Souris (Το ποντικάκι)
- 1954 : La Belle d'Athènes (Η ωραία των Αθηνών)
- 1955 : Fêtes, argent et amour (Γλέντι, λεφτά και αγάπη)
- 1956 : Sang tzigane (Τσιγγάνικο αίμα)
- 1957 : L'Homme à femmes (Ο γυναικάς)
- 1957 : Trois Détectives (Τρεις ντεντέκτιβς)
- 1958 : Le Richard (Ο λεφτάς)
- 1959 : Les Joyaux du défunt (Ο θησαυρός του μακαρίτη)
- 1960 : Trois Poupées et moi (Τρεις κούκλες κι εγώ)
- 1961 : Klearchos, Marina et le petit (Ο Κλέαρχος η Μαρίνα και ο κοντός)